# Surguja

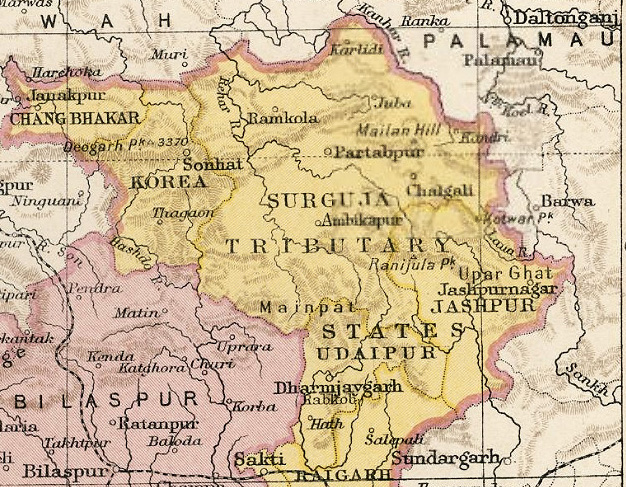
Mapa de Sugurja al nomenclàtor imperial de l'Índia.

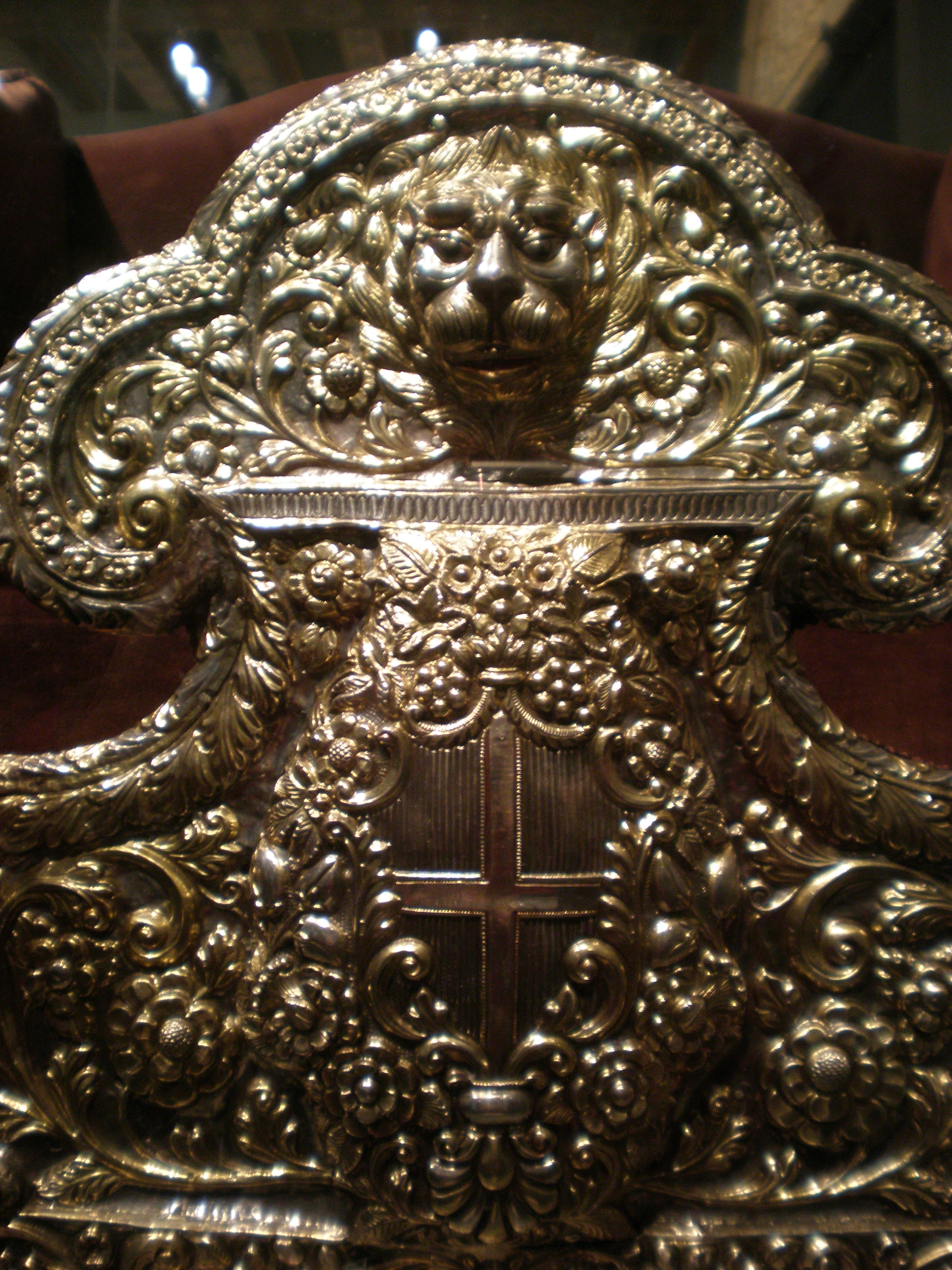
Detall del tron del Maharaja de Sugurja.

Surguja fou un estat tributari protegit que fins al 1905 depenia de les Províncies Centrals i des d'aquest any es va integrar en el govern de Bengala, dins els estats de Chhota Nagpur.

## Geografia
Tenia una superfície de 15.770 km². El seu relleu principal era el Mainpat, un altiplà que formava la barrera sud de l'estat, seguit del Jamirapat, una serra de la part oriental. Els cims principals eren el Mailan (1.247 metres), el Jam (1.186 metres) i el Partagharsa (1.179 metres). Els rius eren el Kanhar, Rehar i Mahan, afluents del riu Son, i el Sankh, afluent del Brahmam.

## Població
La població era:
- 1872: 182.831
- 1881: 270.311
- 1891: 324.552
- 1901: 351.011

Els hindús hi eren uns 204.000, els animistes 143.000 i els musulmans 4.000. La major part dels habitants eren d'origen dravídic destacant-ne els gonds (83.000), goales, pans, kaurs, oraons, rajwars, korwes, kharwars i bhumijs; altres tribus representades eren els bhuiyes, cheros, ghasis, mundes, nagèsies i santals.

## Govern i administració
Les relacions del sobirà i els britànics estaven regulades pel sanad de 1899, modificat adequadament el 1905 pel canvi de jurisdicció. El sobirà era formalment reconegut com a administrador ple del territori subjecte a determinades condiciones, i el tribut quedava fixar per vint anys sent revisat al final del període. El cap va quedar sota el control del comissionat de Chhattisgarh que podia decidir en reorganització de terres, impostos, taxes, administració de justícia, duanes, sal, opi, disputes amb altres estats; els impostos per importacions i exportacions estaven també subjectes a autorització del comissionat. Els poders del maharajà sobre recaptació i judicials tenien limitacions, i les penes superiors a dos anys i multes de més de 200 rupies requerien confirmació del comissionat; els càstigs importants requerien acord amb l'agent polític dels estats de Chhattisgarh.
Administrativament estava dividit en 22 tappas o parganas, dels quals 6 són donacions a branques joves de la família reial, 4 eren jagidars o ilakadars, i les altres 12 estaven sota el control directe del maharajà sota tahsildars.
La policia era de 25 oficial i 134 homes el 1904-1905, exclosos el cos de policies rurals o goraits.

## Història
Segons la tradició local la família reial és descendent de Raksel Raja de Palamau. El 1758 un exèrcit maratha va assolar l'estat i va obligar al sobirà a pagar tribut als bhonsles de Nagpur. Al final del segle XVIII el raja va ajudar una revolta contra els britànics a Palamau i en conseqüència un exèrcit britànic va marxar a la zona i va ocupar Surguja; encara que l'ordre fou restaurat, tot seguit van esclatar disputes entre el raja i els seus parent que van requerir una nova intervenció britànica. Fins al 1818 l'estat fou escenari de continuats conflictes. En aquest any fou cedit a la Companyia Britànica de les Índies Orientals i es va restablir l'orde. El 1826 el cap va rebre el títol de maharaja. El 1882 Raghunath Saran Singh Deo, que havia pujat al tron el 1879, fou declarat major d'edat i el 1895 va rebre el títol personal de Maharaja Bahadur. L'estat pagava un tribut de 2.500 rupies anual 

## Arqueologia
- Camins empedrats, coves excavades a la roca, túnel de la muntanya de Ramgarh i fortalesa de Juba.

## Bandera
Rectangular forcada, dividida horitzonatlment en groc sobre verd.

## Llista de rages (des de 1826 maharajas)
- Baiha Dadu Singh 1678 - 1709
- Balbhadra Singh I 1709 - 1728
- Jaswat Singh 1728 - 1749
- Bahadur Sigh 1749 - 1758
- Ocupació maratha 1758-1760
- Sheo Singh 1760 - 1792?
- Ajit Singh 1792 - 1799
- Balbhadra Singh II 1799 - 1800
- Lal Singram Singh 1800 - 1813
- Balbhadra Singh II 1813 - 1816 (segona vegada) (nebot)
- Interregne 1816 - 1820
- Lal Amar Singh 1820 - 1851
- Indrajit Singh 1851 - 1879 (fill)
- Raghunath Saran Singh Deo 1879 - 31 de desembre de 1917 (fill)
- Ramanuj Saran Singh Deo 1 de gener de 1918 - 1948 (+1965) (fill)